# Monoxenus balteoides
Monoxenus balteoides là một loài bọ cánh cứng trong họ Cerambycidae.